# Perito marino
Perito marino o naval es una persona que realiza Inspecciones, Avalúo o Pruebas técnicas de embarcaciones para valorar, vigilar e informar sobre su condición y también sobre la carga que transportan. Los Inspectores Marinos también inspeccionan los equipos destinados a embarcaciones nuevas o usadas, para garantizar el cumplimiento de diversas normas o especificaciones internacionales. Los Peritajes Marinos suelen incluir la Estructura, Maquinaria y equipos auxiliares del buque (navegación, seguridad, radio, etc.) y calificar asimismo, la condición general de una embarcación. También incluye calificar el estado físico de  los materiales a bordo y su condición actual. 
El Peritaje Marino está a menudo estrechamente asociado con los seguros marítimos, de daños y de salvamento, accidentes e investigación de fraudes, dado que las aseguradoras generalmente carecen de personal con la formación y las habilidades requeridas para realizar una evaluación detallada de la condición de una embarcación. Aunque los Inspectores Marinos son a veces empleados por los aseguradores directamente, mantienen una autonomía profesional con el fin de proporcionar un juicio imparcial. Por otra parte, Los Inspectores Marinos Independientes son a menudo empleados por los clientes de aseguradores marinos (Asegurados) para proporcionar pruebas en apoyo de reclamaciones por daños, contra el asegurador. Las compañías de seguros no pueden exigir a los clientes el utilizar determinados Inspectores Marinos (aunque a menudo proporcionan una lista de Inspectores marinos recomendados o pre-aprobado que les son conocidos). 
Los Inspectores Marinos para su identificación utilizan muchas credenciales, cédulas, y/o términos tales como Acreditados, Certificado, Calificado, AMS, CMS, y así sucesivamente. Hay muchas maneras de entrenarse para convertirse en un perito naval, incluso tomar cursos por correspondencia, ser aprendices, o simplemente abriendo un negocio. Sin embargo, los Peritos Marinos ejercen su profesión independientemente de organizaciones, y no existe actualmente requisitos de licencias nacionales o internacionales para Inspectores Marinos. La Guardia Costera de Estados Unidos, no aprueba o certifica Inspectores Marinos. Todos los términos e iniciales de asociaciones profesionales, representan la formación y certificación de organizaciones privadas. 

## Obligaciones generales de un perito naval
Un perito naval podrá realizar las tareas siguientes: 
- Realizar inspecciones de vida útil de una embarcación (nueva construcción, valuación anual, estudio intermedio, estudio especial) para garantizar ante quien lo demande, que mantiene los estándares establecidos.
- Realizar inspecciones exigidas por los estatutos internos y los convenios internacionales de la Organización Marítima Internacional (OMI) (IMO en inglés).
- Presenciar pruebas y operaciones de emergencia y de seguridad de la maquinaria y el equipo auxiliares;
- Determinar el tonelaje de las embarcaciones y elaborar el estudio para las líneas de carga;
- Concurrir al tribunal como testigo experto y ayudar en las investigaciones de campo en un siniestro;
- Investigar los accidentes marinos.

## Tipos de Perito Naval

### Perito del Gobierno
Un Perito del Gobierno realiza el registro de embarcaciones valuadas, estudios de embarcaciones extranjeras, construcción en astilleros, y generalmente lo hace para cumplir las normas de seguridad y asegurar la seguridad marítima industrial. Los Inspectores Marinos designados por el Gobierno, pertenecen a dos grupos, los que no son mutuamente excluyentes: Peritos de Estado de la nacionalidad del buque, informan al gobierno con el que la embarcación está registrado, y los peritos de estado de Puerto informan al gobierno en cuyo dominio la embarcación ha entrado. Los Peritos de  Estado del puerto generalmente tienen la autoridad para detener a los embarcaciones que considera que tienen defectos que pudiera resultar en impactos adversos sobre la vida marina o el medio ambiente. Sobre la base de su gobierno, marco jurídico, Los Peritos de Estado de la nacionalidad del buque pueden imponer condiciones en la embarcación, tales que el incumplimiento dará como resultado que la inscripción de la embarcación sea suspendida o retirada. En este caso, la embarcación se encontrará en una situación casi imposible de comerciar. 

### Perito de Clasificación
Un Perito de Clasificación inspecciona embarcaciones para asegurar que la embarcación, sus componentes y maquinaria sean construidos y mantenidos de acuerdo a las normas necesarias para su clase. Los Peritos de Clasificación suelen tener dos funciones: uno es como un representante de la Sociedad de clasificación; y el otro como un inspector en nombre del país con el que la embarcación está registrado (el Estado de Bandera). El papel de la clasificación es garantizar que durante la construcción, la embarcación inicialmente cumple con Normas de construcción y equipamiento de la Sociedad de clasificación, y posteriormente se mantiene apta para realizar comercio (***ya no se utiliza el término condiciones de navegabilidad). El papel del Estado del pabellón se basa en un conjunto claro de directrices emitidas por el registro del país. A la terminación de su peritaje, el perito de  clasificación hace recomendaciones a la Sociedad de Clasificación y/o el Estado del pabellón. Estos pueden ser, que la embarcación tiene un reporte de buena condición para hacerse a la mar, o que deben ser corregidos diversos defectos en un momento dado. 
Cada vez más, los peritos tanto del Gobierno como de clasificación están participando en conforme al cumplimiento de los tratados internacionales relacionados con cosas tales como la contaminación, la seguridad internacional, y gestión de la seguridad. También podrán examinar aparejos de carga para garantizar que se reúne varios requisitos o reglamentos. Los peritos del gobierno y de clasificación son generalmente marinos profesionales marineros, tales como capitán, Ingeniero, arquitecto naval u oficial de radio. 

### Perito Privado
A una empresa privada de peritaje naval se le podrá pedir llevar a cabo una amplia gama de tareas, incluido el estudio la carga de la embarcación las condiciones a bordo, tales como calidad del combustible; investigar accidentes en el mar (por ejemplo, los derramamientos de petróleo o el fallo de maquinarias o estructuras que no son considerados críticos); y preparar informes sobre accidentes a los efectos del seguro, y llevar a cabo análisis de calado del buque, para analizar cuánta carga se ha perdido o ganado. 
Los Peritos Privados también realizan peritajes de pre-compra para determinar la condición de la embarcación antes de un alquiler o una adquisición. Muchas empresas como P&I clubs, armadores, agentes, etc. emplean o contratan los servicios de un perito naval a fin de determinar la condición del embarcación. 
Muchas compañías tradicionales realizan inspecciones privadas, los ejemplos incluyen Bureau Veritas (BV), Registros internacionales de transporte marítimo, Buró de navíos Iamsa, registros Lloyd, DNV, NKK, y otros.

### Perito de Yates y pequeñas embarcaciones
Los peritos de Yates y pequeñas embarcaciones especializados en inspeccionar embarcaciones más pequeñas que son más utilizada a menudo para navegación de recreo (tanto potencia como vela). Los peritos de Yates y pequeñas embarcaciones pueden ser empleados directamente por las compañías de seguros marinos más amplias, pero generalmente son profesionales independientes. Como el uso de embarcaciones para placer (o yachting) es un fenómeno relativamente reciente, que sólo se practica ampliamente durante el último siglo o algo así, el peritaje de Yates y pequeñas embarcaciones tiene muchos aspectos singulares que no son compartidos con las formas más tradicionales de peritajes marinos antes descritos. 